# عباس الحسن
عباس الحسن (انگلیسی: Abbas Al-Hassan؛ زادهٔ ۲۲ فوریهٔ ۲۰۰۴) بازیکن فوتبال است.
وی همچنین در تیم ملی فوتبال زیر ۲۰ سال عربستان سعودی عضویت داشته‌است.